# Palazzo Gatti
Il Palazzo Gatti o Palazzo Bocchineri-Gatti-Pazzi sorge in via Cairoli a Prato, nel centro storico della città, nelle vicinanze del Palazzo Novellucci.

## Storie e Descrizione
La costruzione è probabilmente degli inizi del XVII secolo, su preesistenze del XV secolo. Lo storico palazzo è appartenuto alla famiglia Bocchineri, che intorno al 1760 ristrutturò e unificò precedenti abitazioni dandogli l’aspetto che tuttora conserva. Nell’Ottocento poi ci fu il passaggio ai Pazzi di Firenze. L'edificio, aggraziato nelle sue sagome barocche e coronato al sommo da una piccola loggia, presenta un interessante fregio a mascheroni e volute, ricorrente sotto il tetto lungo tutta la facciata principale.
È attualmente sede della Fondazione Cassa di Risparmio di Prato.